# NGC 455
NGC 455 is een spiraalvormig sterrenstelsel in het sterrenbeeld Vissen. Het hemelobject ligt 264 miljoen lichtjaar (80,9 × 106 parsec) van de Aarde verwijderd en werd op 27 oktober 1864 ontdekt door de Duitse astronoom Albert Marth.

## Synoniemen
- GC 5161
- 2MASX J01155764+0510435
- Arp 164
- MCG +01-04-011
- PGC 4572
- UGC 815
- ZWG 411.015